# Lucilina sowerbyi
Lucilina sowerbyi is een keverslakkensoort uit de familie van de Chitonidae. De wetenschappelijke naam van de soort is voor het eerst geldig gepubliceerd in 1905 door Nierstrasz.